# San Luis (Santa Bárbara)
San Luis è un comune dell'Honduras facente parte del dipartimento di Santa Bárbara.
Il comune venne istituito nel 1896.